# ایان مک‌کالک
ایان مک‌کالک (انگلیسی: Ian McCulloch؛ زادهٔ ۱۸ نوامبر ۱۹۳۹) بازیگر و فیلم‌نامه‌نویس اهل بریتانیا است. وی از سال ۱۹۶۷ میلادی تاکنون مشغول فعالیت بوده‌است.
از فیلم‌ها و مجموعه‌های تلویزیونی‌ای که وی در آن نقش داشته‌است، می‌توان به زامبی ۲، کرامول، پوآرو، دکتر هو، ارتش سری، بازداشتگاه کلدیتز، کرامول و جایی که عقاب‌ها جرئت پیدا می‌کنند اشاره کرد.